# Your Love (álbum de Wang Leehom)
Your Love (en chino: 你的愛; pinyin: nǐ de ài) es el 15.º álbum del artista y compositor chino de R&B nacido en Estados Unidos, Lee-Hom Wang. El álbum fue puesto a la venta el 26 de enero de 2015. El primer lanzamiento desde 2011 con su álbum recopilatorio "Open Fire". "Your Love" se centra en el amor y sus muchas etapas, que van desde la angustia a la euforia.
Wang describe el álbum en una entrevista como: "El concepto del álbum es de las etapas del amor, y hay trece canciones, así que son trece capítulos de amor. Se parte desde de la pérdida del amor, hasta el momento de una ruptura, al desamor, a tratar de olvidar, de ser capaz de recoger lentamente a ti mismo de nuevo juntos y seguir adelante, para llegar a conocer a Dios, para cumplir con el uno, para la protección de al que amas

## Lista de canciones
1. 前奏 Intro (0:45)
2. 天翻地覆 Earth and Heaven Overturned (4:01)
3. 裂心 Cracked Heart (4:24)
4. 忘我（feat. Avicii）Lose Myself (4:46)
5. 你的愛 Your Love (3:51)
6. 就是現在 Now Is The Time (4:31)
7. 七十億分之一 7 Billion To One (3:49)
8. In Your Eyes (4:00)
9. 保護 Protect (3:43)
10. 夢寐以求 Dream Life (4:24)
11. 微博控 Weibo Song (3:05)
12. 愛一點（feat. 章子怡）Love A Little (5:07)
13. 忘我（抒情版）Lose Myself (Ballad Version) (4:29)